# 3308-as mellékút (Magyarország)
A 3308-as számú mellékút egy bő 5,5 kilométer hosszú, négy számjegyű országos közút Borsod-Abaúj-Zemplén vármegye déli részén. Hejőkeresztúr és Muhi településeket kapcsolja össze, illetve mindkettő számára összeköttetést biztosít a 35-ös főút és (közvetve) az M30-as autópálya irányába.

## Nyomvonala
A 3307-es útból ágazik ki, annak 5,650-es kilométerszelvényénél, Hejőkeresztúr belterületének nyugati szélén. Kelet-északkeleti irányban indul, Petőfi Sándor utca néven, nagyjából 450 méter után keresztezi a Mezőcsát–Nyékládháza-vasútvonal és a Tiszaújváros–Nyékládháza-vasútvonal közös szakaszát, majd első kilométere közelében áthalad a Hejő felett is. Ezután északnak fordul, és így halad – változatlan néven – a lakott terület északi széléig, amit a második kilométere előtt ér el.
A folytatásban újra keletebbi irányt vesz, majd a 2,550-es kilométerszelvényénél átlép Muhi közigazgatási területére. A harmadik kilométerénél felüljárón áthalad az M30-as autópálya felett, amellyel itt nincs csomópontja, de csak azért, mert a sztrádát nem sokkal északabbra, önálló csomóponttal keresztezi a 35-ös főút is, ez utóbbinak pedig a közelben keresztezése van a 3308-as úttal is.
A körforgalmú keresztezésnél a főút valamivel több, mint 6 kilométer, a 3308-as 4,4 kilométer teljesítésén van túl, s a két út találkozása kultúrtörténeti szempontból is érdekes, mert e csomópont keleti részénél található a Muhi csata emlékparkja (ennek bejárata a 3308-as útról érhető el, a körforgalom elhagyása után).
Továbbhaladva az út nagyjából 5,4 kilométer után eléri Ónod határszélét, de azt nem lépi át: ezután is muhi területen marad és így ér véget, beletorkollva a 3606-os útba, pár méterre annak 16. kilométerétől. Ez utóbbi útból szinte egyenes folytatásaként ágazik ki kelet-északkelet felé a 3601-es út a Sajó túlpartján fekvő Köröm település felé.
Teljes hossza, az országos közutak térképes nyilvántartását szolgáló kira.gov.hu adatbázisa szerint 5,624 kilométer.